# Havířov vasútállomás
Havířov vasútállomás Csehország Havířov városának vasútállomása. Főépülete a csehszlovák avantgárd mozgalom brüsszeli stílusirányzatának az 1960-as évekből származó egyik legjellemzőbb példája.

## Történet

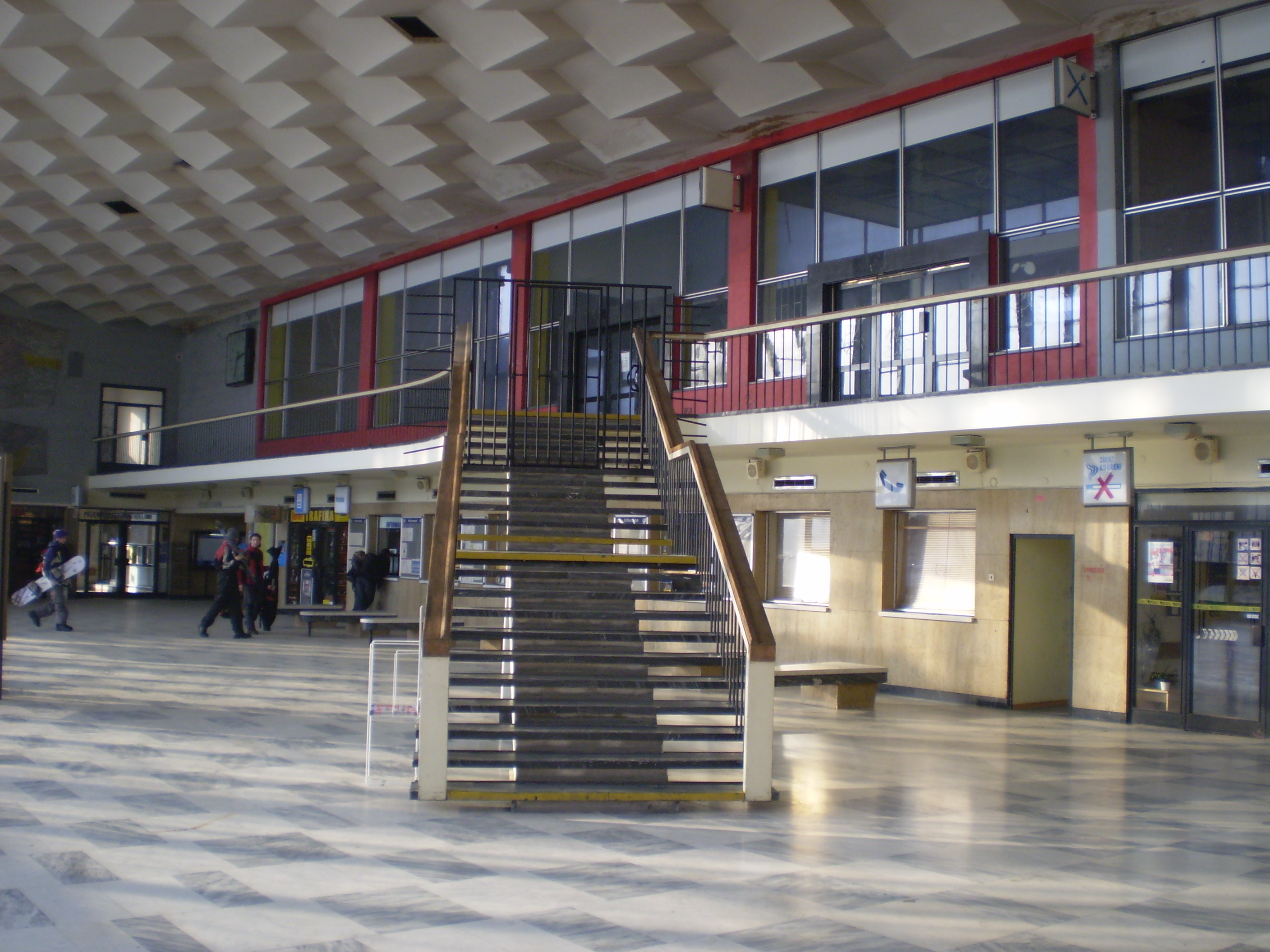
A belső tér lépcsőkkel

Az első vasútállomást ezen a helyen 1910-ben nyitották meg. A második világháború után megalapították Havířovot, s a városnak az eredetinél nagyobb állomásra volt szüksége. Az épületet 1964–1969 között Josef Hrejsemnou morva tervező tervei alapján brüsszeli stílusban építették fel. A belső térben Vladimír Kopecký cseh festő és tervező egy hatalmas üvegmozaikja kapott helyet. Leromlott állapota miatt a tulajdonos České dráhy (Cseh Vasutak) az épület lebontását tervezi. A döntés ellen többek között építészek és művészettörténészek tiltakoznak.